# Cincinnati Kings
Cincinnati Kings is een Amerikaanse voetbalclub uit Cincinnati, Ohio. De club werd opgericht in 2005 en speelt in de USL Premier Development League, de Amerikaanse vierde klasse.

## Seizoen per seizoen
| Jaar | Divisie | League              | Regulier Seizoen  | Playoffs            | Open Cup            |
| ---- | ------- | ------------------- | ----------------- | ------------------- | ------------------- |
| 2005 | 3       | USL Second Division | 5de               | Niet gekwalificeerd | 1ste ronde          |
| 2006 | 3       | USL Second Division | 4de               | Halve finale        | 2de ronde           |
| 2007 | 3       | USL Second Division | 8ste              | Niet gekwalificeerd | 1ste ronde          |
| 2008 | 4       | USL PDL             | 4de, Great Lakes  | Niet gekwalificeerd | Niet gekwalificeerd |
| 2009 | 4       | USL PDL             | 8ste, Great Lakes | Niet gekwalificeerd | Niet gekwalificeerd |